# Epigino (botanica)
L'epigino (pronuncia corretta epìgino) in botanica denota il fiore che ha perianzio e androceo inseriti nella parte superiore dell'ovario. Il termine deriva dal greco ἐπί, epì, cioè sopra, e γυνή, gynè, cioè femminile. 
Il fiore in cui il perianzio e l'androceo sono inseriti nella parte inferiore dell'ovario vengono detti ipògini.